# 5e régiment de grenadiers de la Garde
Pour les articles homonymes, voir 5e régiment.
Le 5e régiment de grenadiers de la Garde est une unité d'infanterie du corps de la Garde de l'armée prussienne.

## Histoire
Le régiment est créé le 31 mars 1897 (jour de la fondation) à partir des 4e (demi-)bataillons des 2e et 4e régiment à pied de la Garde, du 1er régiment de grenadiers de la Garde et du 2e régiment de grenadiers de la Garde. Il est formé en deux bataillons et stationné à Spandau. L'état-major du régiment, le 1er bataillon et les 5e et 6e compagnies sont installés dans la caserne Stresow I, la 7e compagnie dans la caserne Moritz et la 8e compagnie cantonnée dans la caserne I. À partir de 1er octobre 1913, dans le cadre des renforts de l'armée en 1913, le bataillon de fusiliers (9e à 12e compagnies) est logé dans les casernes de baraquements sur l'Exerzierplatz, à côté de la prison de la forteresse, et la compagnie de mitrailleuses dans la caserne Stresow I.
La formation est subordonnée à la 5e brigade d'infanterie de la Garde de la 2e division de la Garde.

### Première Guerre mondiale
Avec le début de la Première Guerre mondiale, le régiment se mobilise le 2 août 1914 et est engagé avec la 5e brigade d'infanterie de la Garde en tant que partie de la 3e division de la Garde initialement déployée dans l'ouest près de Namur. Fin août, le corps de réserve de la Garde est transféré sur le front de l'Est et participe à la bataille des lacs de Mazurie. En mai 1915, le régiment retourne sur le front occidental, participe à la guerre des tranchées en Flandre et en Artois, puis entre dans la bataille de la Somme. Alors que la guerre se poursuit, le régiment combat dans l'ouest toujours à Arras, en Flandre et l'offensive de printemps allemande de fin mars 1918.

### Après-guerre
Après la fin de la guerre et le rapatriement, la démobilisation a lieu à Spandau à partir du 12 décembre 1918. À partir de parties du régiment, on commence à constituer le bataillon de volontaires "Spandau" à partir du 21 janvier 1919. Fin mars 1919, il devient le 2e bataillon du corps franc "von Hindenburg". Avec la mise en place de Reichswehr provisoire, c'est à partir d'octobre 1919 que la IV. Bataillon du 102e régiment d'infanterie de la Reichswehr[incompréhensible].
La tradition est reprise dans la Reichswehr, par décret du 24 août du chef du commandement de l'armée, le général d'infanterie Hans von Seeckt, par les 5 et 6 compagnies du 4e régiment (prussien) d'infanterie à Colberg. Dans la Wehrmacht, les 6e et 7e La compagnie du 67e régiment d'infanterie[incompréhensible] à Spandau poursuit la tradition.

## Chef de régiment

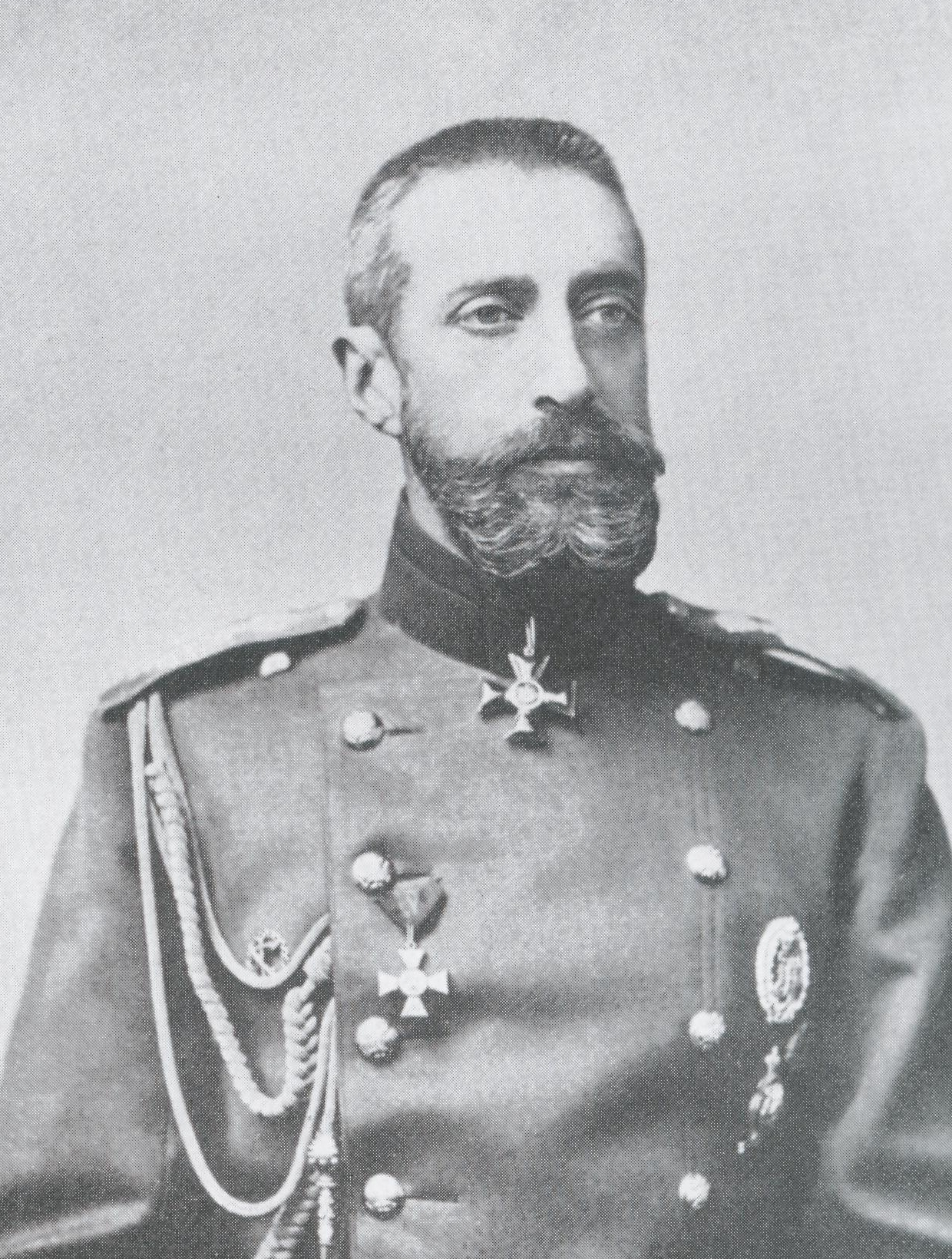
Grand-duc Constantin Constantinovitch Romanov

Le premier et le seul commandant du régiment est depuis le 9 août 1897 le grand-duc Constantin Constantinovitch de Russie.

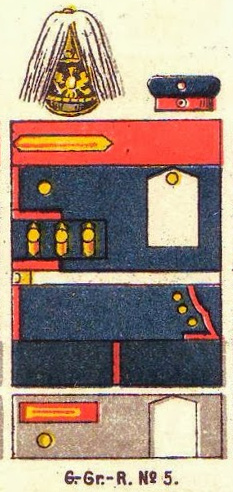
Schéma de l'uniforme (1890)

## Commandants
| Grade          | Nom                               | Date                                                     |
| -------------- | --------------------------------- | -------------------------------------------------------- |
| Oberst         | Eberhard von der Lancken (de)     | 1er avril 1897 au 17 avril 1901                          |
| Oberst         | Kurt von Manteuffel (de)          | 18 avril 1901 au 26 janvier 1903                         |
| Oberst         | Eberhard von Claer                | 27 janvier 1903 au 15 février 1907                       |
| Oberst         | Johannes von Eben                 | 16 février 1907 au 24 septembre 1908                     |
| Oberst         | Karl von Hänisch                  | 25 septembre 1908 au 12 octobre 1910                     |
| Oberst         | Hans von Langermann und Erlenkamp | 13 octobre 1910 au 1er avril 1913                        |
| Oberst         | Axel von Petersdorff (hr)         | 2 avril 1913 au 1er août 1914                            |
| Major          | Walter Randt                      | 2 août au 19 décembre 1914 (chargé de la direction)      |
| Major          | Wilhelm Reinhard                  | 20 décembre 1914 au 2 juin 1915 (chargé de la direction) |
| Oberstleutnant | Walter Randt                      | 3 juin 1915 au 9 janvier 1917                            |
| Oberstleutnant | Kurt von Beerfelde                | 10 janvier 1917 au 9 avril 1918                          |
| Oberstleutnant | Karl von Kietzell                 | 10 avril au 12 décembre 1918                             |

## Uniforme
L'uniforme des grenadiers de la Garde se compose d'une tunique bleue à col rouge et revers brandebourgeois de la même couleur avec rabats de manches bleu foncé, mais a un large fil jaune camel d'ancienne tresse prussienne au col et trois de la même tresse sur les rabats des manches. Il y a aussi des épaulettes blanches, des boutons tombac, des vêtements en cuir blanc et des panaches de casque (de garde) blancs. Contrairement aux autres régiments de la Garde, il n'y a pas de bataillon de fusiliers.
Les uniformes portés par les sous-officiers ont un motif différent sur le col et les revers.
Les uniformes des officiers comportent une ancienne broderie d'or prussien à la place des tresses sur le col et les rabats des manches.

### Changements d'uniforme
- 15 juin 1898 : Les porte-étendards reçoivent un insigne en tissu sur le haut du bras droit et le gorgerin.
- 1er mai 1899 : Dentelle de garde sur les cols de manteaux pour les sous-officiers et les grenadiers.
- 14 mars 1902 : Les porte-étendards reçoivent une cartouchière en juchten rouge avec galon d'or et une chaussure.
- 27 janvier 1903 : Les équipes formées comme signaleurs reçoivent deux drapeaux croisés sur l'avant-bras inférieur.
- 1913: Le nouvel uniforme gris champêtre, introduit progressivement depuis 1907, est porté pour la première fois lors des exercices d'automne. Jupe gris champêtre avec col à rabat et rabats; sur l'écusson du col avec tresse en fil jaune camel; sur les rabats aussi ces brins ; boutons mats avec couronne royale ; aisselles grises; foulard en coton gris au lieu du bandage; pantalon gris champ; casquettes gris champ avec garniture rouge; trucs en cuir noir.

## Monument
Le 21 mai 1922, un monument est solennellement dévoilé par les anciens membres du régiment dans l'espace vert Stabholzgarten, dans la vieille ville de Berlin-Spandau, à l'intention de leurs "camarades tombés pendant la guerre mondiale", d'après le projet du sculpteur August Schreitmüller (de) de Dresde